# Navenby
Navenby est un village du Lincolnshire, en Angleterre.